# 鈴木重意
鈴木 重意（すずき しげおき/しげもと）は、戦国時代の紀伊国の国人。雑賀衆の一人。通称は孫市。

## 生涯
重意の名が表れる資料は、江戸時代前期に紀伊守護職畠山氏の旧臣らが編纂した軍記物「畠山家譜（泰国家譜）」である。以下は全てその記述による。
永禄3年（1560年）2月、和泉国岸和田城で挙兵した三好実休に対抗するため、紀州畠山氏当主・畠山高政は一門重臣から国人まで計2万4000余騎を出陣させた。その中に雑賀衆として鈴木孫九郎重宗・土橋小平次種興とともに「（鈴木）孫市重意」の名が見られる。雑賀衆は1800騎を引き連れ、先陣の田辺元益（式部少輔）に与力させられた。
永禄12年（1569年）4月、織田信長の武将である柴田勝家と佐久間信盛が紀伊国高屋城に籠もる三好氏を攻撃した。高屋城は元は畠山氏の居城であったため、高政らは織田軍を援軍として高屋城奪還のために重臣や国人衆ら8500余騎を動員した。その中に雑賀衆として土橋種興とともにやはり名が見られる。
重意の史料上の登場は以上で、具体的な活躍などについては記述がない。通称の孫市（孫一）の名と、活動年次からみて、鈴木重秀と同一人物と考えられている。

## 創作
- 歴史シミュレーションゲーム『信長の野望』などでは、鈴木重秀の父という史料が残る「鈴木佐大夫」と重意を同一人物としている。